# 광학 현미경

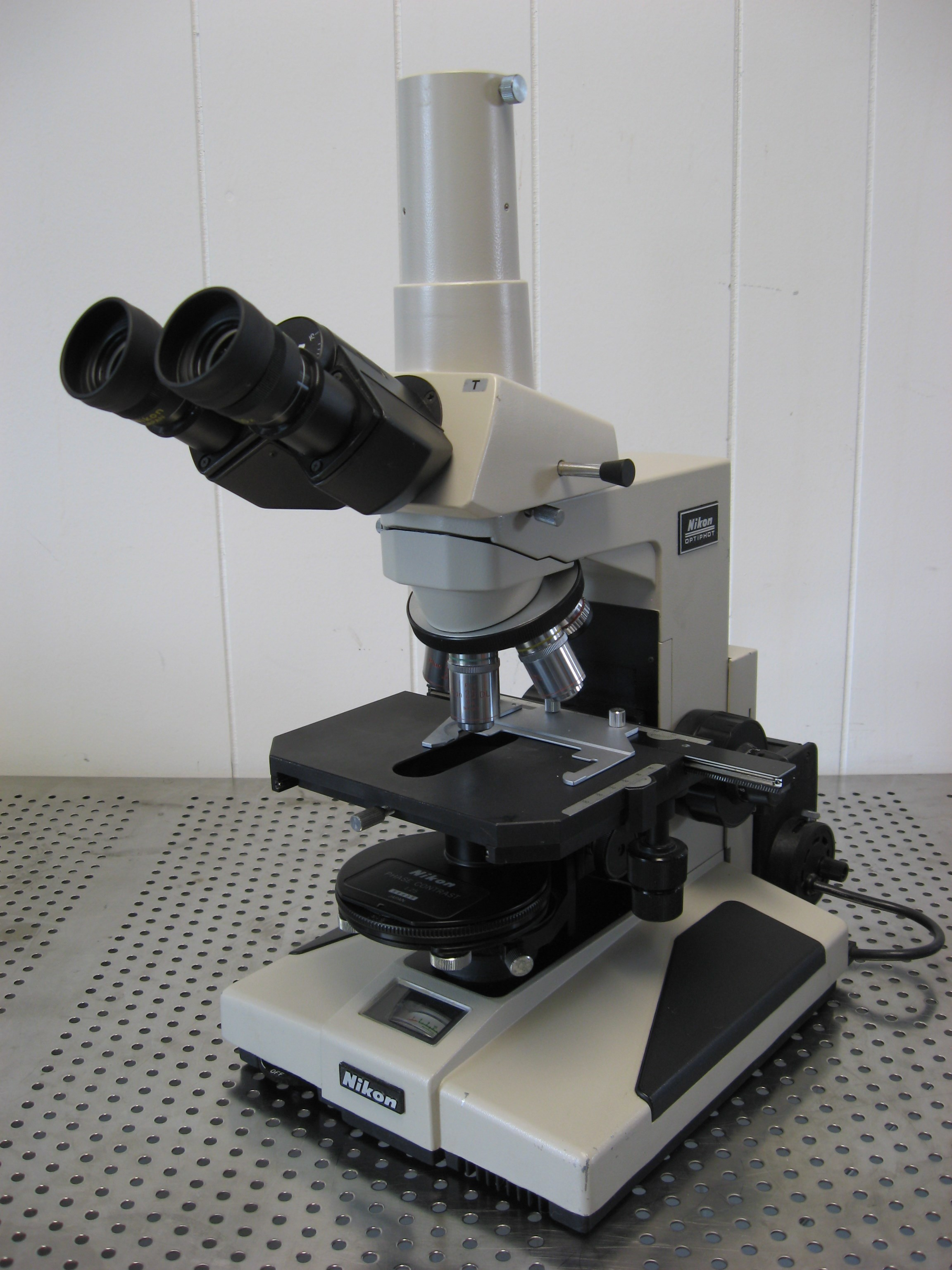

광학 현미경(光學顯微鏡, optical microscope or light microscope)은 물체를 비출 때 빛을 사용하는 현미경이다.
광학 현미경은 가시 광선 및 소량의 시료의 그림 확대 렌즈 시스템을 사용하는 현미경의 일종이다. 광학 현미경은 현미경의 오래된 형태이며, 해상도 및 샘플 대비 향상을 목표로 많은 복잡한 형태가 존재하지만 기본적인 광학 현미경은 아주 단순하다.
광학 현미경에서 이미지는 현미경을 생성하는 일반적인 감광 카메라로 촬영할 수 있다. 원래 이미지는 사진 필름이 상주 아니라 CMOS와 최신 개발 및 전하 결합 소자( CCD )카메라는 디지털 이미지의 포착을 가능하게 했다. 순수한 디지털 현미경은 현재 접안 렌즈를 필요로 하지 않고 컴퓨터 화면에서 직접 결과의 이미지를 보여주는 샘플을 검사하기 위해 CCD 카메라를 사용한다.